# Luis Martín
Luis Martín Garcia, né le 19 août 1846 à Melgar de Fernamental près de Burgos (Espagne) et mort le 18 avril 1906 à Fiesole près de Florence (Italie), est un prêtre jésuite espagnol, professeur de théologie et Supérieur Provincial en Espagne. En 1892 il est élu 24e Supérieur général de la Compagnie de Jésus.

## Biographie
D'origine modeste et issu d'une famille nombreuse, après ses études primaires Luis Martín entame une scolarité secondaire au séminaire de Burgos, avant d'entrer dans la Compagnie à Loyola en 1864.
La vie de Jésuite est alors périlleuse dans une Europe en proie aux révolutions et aux mutations radicales. Il étudie la philosophie en Espagne puis, à la suite de la révolution espagnole, est contraint à l'exil en France, avec les autres jésuites espagnols. Il y étudie la théologie à Poyanne, dans les Landes, avant de l'enseigner au même endroit. Il est ordonné prêtre en 1876. 
En 1880 la loi Ferry ferme les maisons de formation religieuse en France. Martin repart pour l'Espagne où la restauration de la monarchie espagnole a permis le retour des religieux au pays. Recteur du séminaire de Salamanque, de 1880 à 1884 - et professeur d'Ecritures Saintes - il dirige également le périodique populaire El Mensajero del Corazon de Jesus. En 1885 il est de plus directeur du Centre d'études Supérieures de Deusto-Bilbao (la future université de Deusto). De 1886 à 1891 Martin est Supérieur Provincial de Castille. 
Il est appelé à Fiesole par le Supérieur général Anton Anderledy qui, quelques heures avant sa mort, le nomme vicaire général (19 janvier 1892). Il est donc chargé de convoquer et préparer la Congrégation générale qui a pour tâche principale d'élire un successeur au T.R.P. Anderledy. Étant donné la situation tendue entre l'Église et l'Italie (ce que l'on appelle la « Question romaine »), le P. Martin obtient du pape - avec difficulté, car il s'agit d'une dérogation aux Constitutions de la Compagnie - que la XXIIIe Congrégation générale puisse se réunir hors de Rome. Le lieu choisi est Loyola, en Espagne. Elle demeure dans l'histoire de la Compagnie de Jésus, comme l'unique Congrégation générale s'étant tenue hors d'Italie. 

### 24eCongrégation générale
Outre la discussion de questions internes (mise à jour de la législation, place des frères coadjuteurs, discipline religieuse, égalité entre provinces américaines et européennes, etc.), la Congrégation demande que le futur père général reprenne résidence à Rome aussitôt que possible; les jésuites doivent éviter de faire de la politique; les recherches sur l'histoire de la Compagnie doivent être encouragées. En fin de congrégation, une lettre de gratitude et fidélité est envoyée au pape Léon XIII.
Le 2 octobre 1892, au deuxième tour de scrutin, Luis Martín Garcia est élu Supérieur général. Léon XIII en est informé avant que la nouvelle ne soit rendue publique.

### Généralat

#### Recherche historique
Suivant la recommandation de la Congrégation générale, le Père Martin établit à Madrid un collège d'écrivains (1893) qui devient peu après l'institut historique de la Compagnie de Jésus. Dès 1894, un premier volume de documents concernant les origines et les premières années de la Compagnie de Jésus sort de presse. C'est le début de la collection des Monumenta Historica Societatis Iesu. Il invite les Provinciaux à entreprendre l'histoire de leurs provinces respectives dans le but de constituer une histoire complète de la Compagnie. Il encourage la continuation du travail bibliographique de Sommervogel. 
Il soutient la fondation du Séminaire pontifical de Comillas en Cantabrie qui formerait les candidats au sacerdoce issus de tous les diocèses espagnols, hispano-américains et des Philippines. En 1904, le Pape Pie X donne au séminaire la « faculté de conférer des titres académiques en philosophie, théologie et droit canonique aux étudiants ayant suivi ces études ». Ce séminaire deviendra l'université Pontificia de Comillas. On lui doit également la reconstruction du grand séminaire de Salamanque.
Sous le Père Martin, le gouvernement de la Compagnie de Jésus quitte effectivement Fiesole pour revenir à Rome (en 1895). À la suite de l'encyclique Rerum novarum de Léon XIII, la réflexion sur les questions sociales prend de l'ampleur. Des œuvres spécifiquement sociales voient le jour: aide au syndicalisme chrétien, organisation de retraites spirituelles pour ouvriers, etc. 

#### Crise moderniste
Son mandat se déroule sous les pontificats de Léon XIII et de Pie X. Sous ce dernier, l'Église est en pleine crise moderniste. Parmi d'autres, le jésuite irlandais, George Tyrrell, savant thomiste, est un promoteur enthousiaste des méthodes positivistes dans les recherches bibliques et théologiques. Ouvertement critique de l'enseignement officiel du Pape, il est exclu de la Compagnie en 1906, et plus tard excommunié (en 1907). Cela crée de graves tensions entre les jésuites anglais et le Supérieur général. Celui-ci estime devoir remplacer le Provincial, John Gerard, qui le trouvait mal avisé dans l'affaire Tyrrell. Le P. Martin a du mal à garder dans la Compagnie une ouverture à la recherche scientifique, alors qu'une chasse aux sorcières fait rage dans l'Église catholique contre tout ce qui a relent de modernisme (terme encore vague à l'époque). 
Le plus grave se passe cependant après la mort du Père Martin. À la suite de la condamnation du modernisme par l'encyclique Pascendi de 1907, la Compagnie est contrainte de mettre au pas certains de ses membres, chercheurs de renommée internationale, comme l'exégète Franz von Hummelauer et l'orientaliste H. Gismondi. Même les Bollandistes sont surveillés.
La création de la Commission biblique par Léon XIII (1902), une commission largement dominée par les jésuites - et ayant pour but à peine caché de chaperonner les exégètes catholiques - est alors perçue par le dominicain Marie-Joseph Lagrange comme un défi adressé à l'école biblique de Jérusalem. La commission donne naissance quelques années plus tard à l'Institut biblique pontifical de Rome patronné par Pie X et confié à la Compagnie en 1909. Le dessein est bien alors de concurrencer l'école de Jérusalem.
S'il estime de son devoir de faire respecter dans la Compagnie les décisions pontificales et de les défendre quelles qu'elles soient, le Père Martin n'en encourage pas moins le travail intellectuel. Il appuie les deux instituts théologiques jésuites de Comillas et de Deusto, et la nouvelle revue Razon y Fe, fondée en 1901, d'où sont issues les Estudios eclesiasticos.

### Maladie et succession
Problèmes et crises n'empêchent pas la Compagnie de croître: alors qu'ils étaient 13 274 en 1892, les jésuites sont 15 661 en 1906. 
Au début du XXe siècle, Luis Martín est atteint d'un cancer qui l'affaiblit. Il doit subir de multiples opérations et un sarcome le laisse amputé d'un bras en 1905. Une permission spéciale du pape l'autorise à célébrer la messe bien que manchot. Il meurt l'année suivante, le 18 avril 1906, à Rome.
Après sa mort, le vicaire général de la Compagnie convoque la 25e Congrégation générale qui se tient du 1er septembre au 18 octobre 1906. Le 8 septembre, Franz Xaver Wernz est élu au troisième tour de srutin.

## Écrits
- Une lettre importante (4 octobre 1896) aux membres de la Compagnie de Jésus sur les « Dangers des temps modernes », en particulier la superficialité dans les études et la recherche, la dissipation de la vie intérieure, les tentations de liberté et indépendance qui minent l'esprit d'obéissance et d'humilité.
- Luis Martín a tenu un Journal personnel de plus de deux mille pages qui fut publié longtemps après sa mort (en 1988). L'œuvre s'arrête à l'année 1901.

### Ouvrages
- (en) David G. Schultenover s.j., A View from Rome, éd. Fordham Univ Press, 1993
- (es) Memorias del P. Luis Martín, General de la Compania de Jesús, vol. I (1846-1891), vol. II (1892-1906), Rome : Bibliotheca Instituti Historici S.I.; réed. par SJ J.R. Eguillor, M. Revuelta et R.M. Sanz de Diego, 1988

### Articles
- (en) David G. Schultenover s.j., Luis Martín García (1846–1906), the Jesuit General of the Modernist Crisis : On Historical Criticism., in The Catholic Historical Review, n° 89.3, juillet 2003
- (es) R. M. Sanz de Diego s.j., El P. Luis Martín, General de la Compania de Jesus (1846-1906). Su relacion con la Teologia y con Deusto, Comillas y Razon y Fe, in revue Estudíos eclesíástícos, vol. 63, n° 247, pp. 401-434, 1988
- (es) R. M. Sanz de Diego, La Congregacion General XXVI de la Compania de Jesus (Loyola, 1892), in revue Estudíos eclesíástícos, vol. 60, n° 236, pp. 293-311, 1988

## Sources partielles
- David G. Schultenover, A View from Rome, éd. Fordham Univ Press, 1993, extraits en ligne
- article Luis Martín y Garcia, in Catholic Encyclopedia, éd. 1913, article en ligne